# Frédéric Mitterrand
Frédéric Mitterrand (Párizs, 1947. augusztus 21. – 2024. március 21.) francia kulturális miniszter, korábban színész, író, filmrendező és televíziós műsorvezető. François Mitterrand korábbi francia köztársasági elnök unokaöccse.

## Pályafutása
2008 júniusában Nicolas Sarkozy elnök a Római Francia Akadémia igazgatójának nevezte ki. Egy évvel később, 2009. június 23-án kulturális miniszteri kinevezést kapott.
Homoszexualitását nyíltan vállalta. Frédéric Mitterrand tunéziai állampolgársággal is rendelkezett.

## Művei (válogatás)
- Mémoires d'exil, Robert Laffont, 1990
- Destins d'étoiles – tomes 1, 2, 3, 4 – Fixot, 1991–1992
- Monte Carlo: la légende, Assouline, 1993
- Une saison tunisienne, Actes Sud, 1995
- L'Ange bleu: un film de Joseph von Sternberg, Plume, 1995
- Madame Butterfly, Plume, 1995
- Les Aigles foudroyés – la fin des Romanov des Habsbourg et des Hohenzollern, Pocket, 1998
- Un jour dans le siècle, Robert Laffont, 2000
- La Mauvaise Vie, Robert Laffont, önéletrajz, 2005
- Lettres d'amour en Somalie, Pocket, 2006
- Maroc, 1900–1960 Un certain regard, Actes Sud, 2007 (Abdellah Taïaval(wd))
- Le Festival de Cannes, Robert Laffont, 2007

## Filmográfia (válogatás)
- 1960: Fortunat
- 1974: Dites-le avec des fleurs
- 1976: Les conquistadores
- 1981: Merry-Go-Round
- 1997: Mon copain Rachid
- 1998: Que la lumière soit!
- 2001: Bécassine und die Jagd nach dem Wikingerschatz (Bécassine – Le trésor viking)
- 2001: Amélie csodálatos élete (Le fabuleux destin d’Amélie Poulain)
- 2003: Les clefs de bagnole